# Iniciativa por el Desarrollo de Soria
Iniciativa para del Desarrollo de Soria (IDES) fue un partido político español que actuó en la provincia de Soria, en la comunidad autónoma de Castilla y León.
En 2015 se disolvió esta formación y una parte de sus afiliados pasaron a formar parte de Ciudadanos-Partido de la Ciudadanía y otros a Partido Castellano.

## Historia
El IDES surgió como una escisión del PSOE para aunar a las fuerzas independientes con el objetivo de luchar por los mismos derechos para Soria que tienen otras provincias de España.
Destacan sus actuaciones como pedir:
- la calificación de 'La Laguna' de Soria como suelo rústico con protección natural[1]
- Recuperación de las márgenes del Duero.[2]
- Sellado del vertedero de Maltoso.
- Colegio infantes de Lara.
- Centro de salud de la Milagrosa.
- Planes especiales de asfalto.
- Proyecto autovía Soria-Almazán.

De cara a las elecciones autonómicas de Castilla y León 2007 se presentó dentro de la candidatura  Partido Castellano-Alternativa por Castilla y León dicha candidatura la conformaban : 
Partido Castellano 
 Tierra Comunera 
 Partido de El Bierzo 
 Partido del Progreso de Ciudades de Castilla y León 
 Iniciativa de las Merindades de Burgos 
 CIVES-Palencia 
 Agrupación Ávila Independiente 
 Agrupación Palencia Independiente 
 Agrupación Segoviana Independiente 
 Centristas de Ávila 
 Iniciativa por el Desarrollo de Soria 
 Independientes de El Tiétar.
En 2015 se disuelve esta formación y una parte de sus afiliados pasaron a formar parte de Ciudadanos-Partido de la Ciudadanía y otros a Partido Castellano.
De cara a Elecciones municipales de 2019 en la provincia de Soria y Elecciones a las Cortes de Castilla y León de 2019 la gran mayoría se presenta dentro de Ciudadanos-Partido de la Ciudadanía provincia de Soria.

### Elecciones municipales de 2019
De cara a Elecciones municipales de 2019 en la provincia de Soria y Elecciones a las Cortes de Castilla y León de 2019 por la provincia de Soria, miembros de Plataforma del Pueblo Soriano, Iniciativa por el Desarrollo de Soria, Ciudadanos-Partido de la Ciudadanía provincia de Soria y Partido Popular Provincia de Soria disconformes con la dirección nacional y autonómica de Ciudadanos-Partido de la Ciudadanía y Partido Popular se fueron de Ciudadanos y Partido Popular para refundar Plataforma del Pueblo Soriano y presentarse a Elecciones municipales de 2019 en la provincia de Soria y Elecciones a las Cortes de Castilla y León de 2019 por la provincia de Soria, sacando 78 concejales en toda la provincia, 3 en la Diputación y 0 procuradores en las Cortes.
Plataforma del Pueblo Soriano: en las Elecciones generales de España de 2019 y Elecciones al Parlamento Europeo de 2019 (España) no se presentaron y solo dijeron no votar a las siguientes candidaturas o equivalencias según región o municipio: Iniciativa Feminista, Coalición por una Europa Solidaria (PNV...), Alternativa Republicana, Ahora Repúblicas (ERC, BNG...), Partido Comunista de los Trabajadores de España, Partido Humanista, Andalucía por Sí (nacionalista andaluces...), Actúa, Compromiso por Europa (Compromís...), Izquierda en Positivo, PCPE-PCPC-PCPA, Unidas Podemos Cambiar Europa (Podemos, Izquierda Unida (España)...), Movimiento Corriente Roja, Lliures per Europa (Partido Demócrata Europeo Catalán...), Recortes Cero-Los Verdes-Grupo Verde Europeo (Unificación Comunista de España...), Extremeños PREX CREX (nacionalistas extremeños...).
Con la finalidad declarada de ser un partido transversal exclusivamente dedicado a lo que concierne a la provincia de Soria, independiente de los demás partidos, José Antonio de Miguel presenta al PPSO a las elecciones de 2019 en todos los municipios donde ha encontrado candidatos. A él se unen antiguos compañeros del Partido Popular que se han dado de baja, como María Jesús Ruiz, Antonio Pardo y el grupo sin adscripción de diputados provinciales, anteriormente elegidos dentro del PP.

## Ideología
1. Respeto a todas las ideologías políticas.
2. La defensa de Soria y de sus intereses.
3. Centrismo por encima de imposiciones ideológicas.
4. Participación ciudadana.

## Candidatos presentados a las elecciones autonómicas de Castilla y León de 2007[3]
1. Jaime Martínez Arribas
2. José Antonio Leal López
3. María Purificación Pérez García
4. Martín Navas Antón
5. María Cristina Andrés Hernández.